# Las mieszany bagienny
Las bagienny mieszany (LMb) to siedlisko, które często otacza zbiorniki wód stojących. Dominują w nim rośliny, które mogą znieść trwałą wilgoć i okresowe zalewanie.
Jest to dość rzadkie siedlisko, które wyrasta na torfach przejściowych. Spotykane jest często w pobliżu małych, zarastających jeziorek śródleśnych. Zajmuje siedliska średnio żyzne, bagienne, z bardzo płytką, kwaśną lub słabo kwaśną wodą gruntową. Woda gruntowa znajduje się stosunkowo płytko pod powierzchnią oglejonej gleby.
Występuje na glebach typu próchnicy torfu przejściowego, a także na glebach murszowatych, murszowo-mineralnych i murszowo-glejowych. Gleby te wytworzone są z murszów płytkich do średnio głębokich, zalegających na piaskach rzecznych tarasów akumulacyjnych lub piaskach akumulacji lodowcowej o składzie mechanicznym piasków luźnych do piasków gliniastych.
Rosną w nim wierzby i olchy, a pomiędzy nimi turzyce, fiołki błotne i niekiedy czermień błotna.
Roślinność dna lasu charakteryzuje się występowaniem elementów borowych – szczególnie różnych gatunków mchów torfowców, czasem modrzaczka, borówki czernicy, trzęślicy oraz roślin typowych dla torfowisk przejściowych, np. niskich turzyc, a także szuwarowych gatunków zielnych i paproci typowych dla olsów. Roślinność tworzy gęsty, często uginający się pod nogami kożuch, pokrywający rozwodniony torf.
Las mieszany bagienny jest bardzo cenny z punktu widzenia różnorodności biologicznej. Porasta torfowiska przejściowe, których historia sięga czasów ustępującego lodowca i pionierskiej roślinności drzewiastej zasiedlającej obszary tundry. Historia ta znajduje ciągłość w powstających na naszych oczach zaroślach brzozowo-wierzbowych, wkraczających na płaty zarastających jezior. Bardzo często znajduje tam warunki do życia endemiczna roślinność tundrowa.
W zrównoważonej gospodarce leśnej siedliska lasu mieszanego bagiennego powinny być otoczone szczególną ochroną. Niedopuszczalne jest tam gospodarowanie zrębami zupełnymi, co z reguły prowadzi do podtopienia powierzchni i konieczności stosowania metod odnowienia powodujących zniszczenie struktury torfowiska.

## Gatunki różnicujące runa LMb od LMw
- nerecznica błotna (Dryopteris thelypteris)
- siedmiopalecznik błotny (Comarum palustre)
- fiołek błotny (Viola palustris)
- wierzbownica błotna (Epilobium palustre)
- skrzyp bagienny (Equisetum limosum)
- drabik drzewkowaty (Climacium dendroides)
- turzyca siwa (Carex canescens)
- krwawnica pospolita (Lythrum salicaria)
- gorysz błotny (Peucedanum palustre)
- tojeść bukietowa (Lysimachia thyrsiflora)

## Gatunki częste
- trzcinnik lancetowaty (Calamagrosis canescens)
- płonnik pospolity (Polytrichum commune)
- torfowce (Sphagnum pl. sp.)
- tojeść pospolita (Lysimachia vulgaris)
- bobrek trójlistny (Menyanthes trifoliata)
- turzyca pospolita (Carex fusca)
- nerecznica szerokolistna (Dryopteris austriaca)

## Gatunki częste w wariancie mniej mokrym
- widłak jałowcowaty (Lycopodium annotinum)
- borówka czarna (Vaccinium myrtillus)
- rokiet pierzasty (Entodon Schreberi)
- widłoząb mietlisty (Dicranum scoparium)

## Drzewostan
W drzewostanie panują: brzoza omszona, świerk, sosna zwyczajna, przy współudziale olszy czarnej. Siedliska o takim wyglądzie nazywa się często „brzeziną bagienną”. W północnej części kraju, gdzie z reguły świerk jest w tych warunkach gatunkiem dominującym w drzewostanie, siedlisko to bywa nazywane „świerczyną bagienną”.

### Gatunki główne
- sosna II bonitacji
- brzoza omszona III bonitacji
- olsza czarna III bonitacji
- świerk II bonitacji (w jego zasięgu)

### Gatunki domieszkowe
- świerk
- brzoza omszona
- olsza

### Gatunki podszytowe
- kruszyna
- łoza
- jałowiec
- jarząb

## Warstwa krzewów
O ile siedlisko nie jest silnie podtapiane, zazwyczaj jest dobrze rozwinięta. Dominuje kruszyna i podrosty gatunków tworzących drzewostan. Domieszkę stanowią wierzby.

## Warstwa runa
W warstwie runa rzadko spotyka się typowe dla borów bagiennych gatunki wysokotorfowiskowe, co znakomicie odróżnia las mieszany bagienny od boru mieszanego bagiennego. Od lasu mieszanego wilgotnego ten typ siedliskowy odróżnia nerecznica błotna, drabik drzewkowaty, siedmiopalecznik, fiołek błotny, wierzbownica błotna, gorysz błotny, turzyca siwa, tojeść bukietowa i skrzyp bagienny.

## Warstwa mchów
Warstwa mchów jest bardzo dobrze rozwinięta i zazwyczaj stanowi tło dla mniej bogatej warstwy runa.